# Ancylorhynchus humeralis
Ancylorhynchus humeralis är en tvåvingeart som först beskrevs av Christian Rudolph Wilhelm Wiedemann 1821.  Ancylorhynchus humeralis ingår i släktet Ancylorhynchus och familjen rovflugor. Inga underarter finns listade i Catalogue of Life.